# Lophiodes monodi
Lophiodes monodi is een straalvinnige vissensoort uit de familie van zeeduivels (Lophiidae). De wetenschappelijke naam van de soort is voor het eerst geldig gepubliceerd in 1971 door Le Danois.